# Мур, Люк
Лю́к А́йзек Ха́нт Му́р (англ. Luke Issac Hunt Moore; 13 февраля 1986, Бирмингем) — английский футболист, нападающий.

## Биография

### «Астон Вилла»
Уже в раннем возрасте Люк начал выступать за свою школьную команду. После того, как он стал играть за молодёжную команду «Астон Виллы», ему было запрещено выступать за школьную команду, однако вопреки запретам он провёл несколько встреч в составе школьной сборной. Его старший брат, Стефан, в те годы также выступал за молодёжный состав «Астон Виллы». Вместе с братом Люк был одним из ключевых игроков того состава львов, и вместе с командой завоевали Молодёжный кубок Англии в 2002 году. В декабре 2003 года Мур отправился на правах аренды в «Уиком Уондерерс», который был заинтересован в его услугах ещё в начале сезона 2003/04. Дебют Люка в составе селезней пришёлся на ничейную встречу против «Ноттс Каунти», которая состоялась 13 декабря 2003 года. В следующей встрече, состоявшейся 20 декабря 2003 года, против «Борнмута», Мур отметился забитым мячом в ворота соперника. 3 января 2004 года футболист сделал свой первый хет-трик в профессиональной карьере, забив три мяча в ворота «Гримсби Таун».
После возвращения в «Астон Виллу» Люк получил травму лодыжки. Однако это не помешало ему дебютировать за львов 22 февраля 2004 года в дерби против «Бирмингема». Первый гол за «Астон Виллу» футболист забил 5 марта 2005 года в ворота «Мидлсбро». А 3 февраля 2006 года оформил свой первый хет-трик за львов в ворота всё того же «Мидлсбро».
Несмотря на то, что летом 2005 года «Астон Вилла» усилилась Кевином Филлипсом и Миланом Барошем, Люк отстоял своё место в основном составе львов. Во многом из-за этого оба футболиста не смогли адаптироваться в команде и в течение двух лет покинули клуб.
25 сентября 2005 года Мур выиграл чек на сумму 10 тыс. фунтов стерлингов благодаря мячу забитому в ворота «Челси». Именно эту сумму обещал британский таблоид The Sun тому футболисту, который первым забьёт мяч в ворота «пенсионеров» в сезоне 2005/06.
30 сентября 2006 года в матче против «Челси» у Люка случился рецидив травмы плеча, которую он получил ещё в детстве. Игроку была сделана операция на плече, которая по настоянию владельца «Астон Виллы» Рэнди Лернера состоялась в США.
9 апреля 2007 года Мур вернулся на поле, выйдя на замену в матче против «Уигана». 14 апреля 2007 года футболист забил мяч в ворота «Мидлсбро». Этот гол стал для Люка первым после долгого перерыва.
25 июля 2007 года игрок сделал хет-трик в товарищеской встрече против «Торонто». В январе 2008 года тренер «Астон Виллы» Мартин О’Нил заявил, что с ним связывался главный тренер клуба «Рейнджерс» по поводу покупки Люка. О’Нил также назвал конкретную сумму, которую готовы были выложить рейнджеры за футболиста, она составляла 3,5 млн фунтов стерлингов. 22 февраля 2008 года, Мур перешёл в клуб «Вест Бромвич Альбион» на правах аренды. Также между клубами была достигнута договорённость о приоритетных правах «Вест Бромвича» на выкуп футболиста, в том случае если он подойдёт клубу.

### «Вест Бромвич Альбион»
Дебют Люка в составе «Вест Бромвича» состоялся 23 февраля 2008 года во встрече против «Халл Сити». 15 марта 2008 года Мур получил свою первую красную карточку в карьере в матче против «Лестер Сити». 28 мая 2008 года было официально объявлено о подписании долгосрочного соглашения между футболистом и «Вест Бромвичем». Сумма трансферного соглашения между «Астон Виллой» и «Вест Бромвичем» составила 3,5 млн фунтов стерлингов. Первый мяч за дроздов игрок забил в ворота «Манчестер Сити» 21 декабря 2008 года. В сезоне 2009/10 бомбардирские качества Люка оставляли желать лучшего, да и игру, которую он показывал на поле, было сложно назвать хорошей. В связи с плохими результатами в составе дроздов многие болельщики стали полагать, что Мур покинет команду в ближайшее трансферное окно, а именно летом 2010 года. Но поскольку предложений по продаже игрока в клуб не поступило, футболист остался в команде. «Вест Бромвич Альбион» был обязан подать заявку игроков на сезон 2010/11, включающую в себя 25 фамилий футболистов, в ФА до 1 сентября. Однако Люк не сумел попасть в эту заявку. До момента подачи списка Мур сумел провести лишь одну встречу за дроздов в Премьер-лиге.

### «Дерби Каунти»
После того как стало ясно, что Люк не попал в заявку «Вест Бромвича» на сезоне 2010/11, в клуб пришло предложение «Дерби Каунти» взять игрока в аренду. Срок аренды составлял всего 29 дней. Однако игрок хотел иметь постоянную игровую практику, поэтому согласился перейти в стан баранов. Первое время в «Дерби» футболист использовался в качестве игрока, который менял уставших футболистов команды в конце встречи. Однако ему удалось произвести впечатление на главного тренера баранов Найджела Клафа, который изъявил желание продлить срок аренды. В день, когда Клаф заявил о желании сохранить Люка в рядах своей команды, Мур забил свой первый гол в составе «Дерби». На следующей неделе было объявлено о продлении арендного соглашения между клубами. После трёхмесячной аренды в «Дерби Каунти» Мур вернулся в «Вест Бромвич Альбион».

### «Суонси Сити»
7 января 2011 года Мур перешёл в «Суонси Сити», подписав 2,5-летний контракт. За «Суонси» дебютировал 8 января 2011 года в матче Кубка Англии против «Колчестер Юнайтед». 19 февраля 2011 года в матче против «Донкастер Роверс» забил свой первый гол за «Суонси». 23 августа 2013 года Мур расторг контракт с «Суонси Сити» по обоюдному согласию сторон.

### «Элязыгспор»
24 августа 2013 года Мур подписал трёхлетний контракт с клубом турецкой Суперлиги «Элязыгспор». Дебютировал за «Элязыгспор» 25 августа 2013 года в матче против «Кардемир Карабюкспора», выйдя на замену на 83-й минуте. В январе 2014 года Мур покинул «Элязыгспор».

### MLS
24 февраля 2014 года Мур подписал контракт с клубом MLS «Чивас США». В американской лиге дебютировал 9 марта 2014 года в матче стартового тура сезона 2014 против «Чикаго Файр», выйдя на замену на 79-й минуте вместо Томаса Макнамары.
8 мая 2014 года Мур был обменян в «Колорадо Рэпидз» на Марвина Чавеса, который, в свою очередь, обменял его в «Торонто» на Гале Агбоссумонде. За «Торонто» он дебютировал 14 мая 2014 года в ответном матче полуфинала Первенства Канады 2014 против «Ванкувер Уайткэпс». 17 мая 2014 года в матче против «Нью-Йорк Ред Буллз» забил свой первый гол за «Торонто». 26 февраля 2016 года «Торонто» поместил Мура в список отказов.

## Достижения
- Обладатель Кубка лиги: 2012/13